# Америчка хорор прича: Лудница
Америчка хорор прича: Лудница (енгл. American Horror Story: Asylum) је друга сезона америчке FX хорор-антологијске телевизијске серије Америчка хорор прича, чији су творци Рајан Мерфи и Бред Фелчак. Приказивала се од 17. октобра 2012. до 23. јануара 2013. године. Радња друге сезоне обележила је одступање од прве сезоне ове серије, која садржи потпуно нове ликове и нову локацију, означивши тако серију Америчка хорор прича као антологијску серију.
Сезона почиње 1964. године у менталној институцији, вили Брајерклиф, пратећи приче особља и затвореника који се налазе тамо и пресецају се догађаји из прошлости и садашњости. Споредне улоге из претходне сезоне чине: Закари Квинто, Сара Полсон, Еван Питерс, Лили Рејб, Џесика Ланг, Дилан Макдермонт и Френсис Конрој, са новим улогама које чине Џозеф Фајнс, Лизи Брошер и Џејмс Кромвел.
Као и свој претходник, Лудница је добро прихваћена по телевизијским критичарима. Улоге Лангове, Кромвела, Куинта, Полсонове и Рејбове су посебно похваљени. Сезона је добила седамнаест номинација за награду Еми за ударне термине, више од било које серије, укључујући награду Еми за најбољу мини-серију или ТВ филм и четири глумаче номинације за Лангову, Полсонову, Кромвела и Квинта, са Куинтом који је освојио награду Еми за најбољу споредну мушку улогу у мини-серији или ТВ филму. Такође, Квинто и Полсонова су засебно освојили споредне категорије на 3. Телевизијској награди по избору критичара.
Иако је званично антологијска, неки од глумачких улога репризирају своје улоге у четвртој и шестој сезони серије, Циркус наказа и Роаноук, као што су: Рејбова, Наоми Гросман, Полсонова и Кромвел, као сестра Мери Јунис Маки, Пепер, Лана Винтерс и млада верзија верзија др. Артура Ардена, познат и као Ханс Групер.

## Епизоде
| Бр. еп. (укупно) | Бр. еп. (у сезони) | Наслов                       | Редитељ             | Сценариста    | Премијера          | Прод. код | Гледаност у САД (милиони) |
| ---------------- | ------------------ | ---------------------------- | ------------------- | ------------- | ------------------ | --------- | ------------------------- |
| 13               | 1                  | Добро дошли у Брајерклиф     | Бредли Бјукер       | Тим Мајнер    | 17. октобар 2012.  | 2ATS01    | 3,85                      |
| 14               | 2                  | Част и пропаст               | Бредли Бјуекер      | Џејмс Вонг    | 24. октобар 2012.  | 2ATS02    | 3,06                      |
| 15               | 3                  | Северозападњак               | Мајкл Апендал       | Џенифер Солт  | 31. октобар 2012.  | 2ATS03    | 2,47                      |
| 16               | 4                  | Ја сам Ана Франк (први део)  | Мајкл Апендал       | Џесика Шарзер | 7. новембар 2012.  | 2ATS04    | 2,65                      |
| 17               | 5                  | Ја сам Ана Франк (други део) | Алфонсо Гомез-Рехон | Бред Фелчак   | 14. новембар 2012. | 2ATS05    | 2,78                      |
| 18               | 6                  | Корени монструозности        | Дејвид Семел        | Рајан Мерфи   | 21. новембар 2012. | 2ATS06    | 1,89                      |
| 19               | 7                  | Мрачни рођак                 | Мајкл Ример         | Тим Мајнер    | 28. новембар 2012. | 2ATS07    | 2,27                      |
| 20               | 8                  | Грешна ноћ                   | Мајкл Леман         | Џејмс Вонг    | 5. децембар 2012.  | 2ATS08    | 2,36                      |
| 21               | 9                  | Офингер                      | Џереми Подесва      | Џенифер Солт  | 12. децембар 2012. | 2ATS09    | 2,22                      |
| 22               | 10                 | Игра имена                   | Мајкл Леман         | Џесика Шарзер | 2. јануар 2013.    | 2ATS10    | 2,21                      |
| 23               | 11                 | Раздвојено млеко             | Алфонсо Рехон-Гомез | Бред Фелчак   | 9. јануар 2013.    | 2ATS11    | 2,51                      |
| 24               | 12                 | Континуум                    | Крег Циск           | Рајан Мерфи   | 16. јануар 2013.   | 2ATS12    | 2,30                      |
| 25               | 13                 | Крај лудила                  | Алфонсо Гомез-Рехон | Тим Мајнер    | 23. јануар 2013.   | 2ATS13    | 2,29                      |